# La Rocambole des journaux
La Rocambole des journaux fu un giornale satirico monarchico, pubblicato a Parigi dal giugno 1791 al 5 agosto 1792 e diretto da David Sabalut con il soprannome di «Dom Regius Anti-Jacobinus».
Popolarmente, in francese rocambole significa aglio, e per questo motivo il foglio, che si sottotitolava giornale della gente onesta, dichiarava di aver per scopo scrivere «ciò che c'è di più piccante in qualche cosa», mettendo alla berlina i personaggi più in vista. Così, il duca d'Orléans veniva chiamato Bourgeonné (brufoloso), e La Fayette l'Endormi (l'addormentato), ovvero «l'uomo che non pensa a niente e che perciò dorme molto bene».
Il giornale aveva per motto "Una Fede, una Legge, un Re" e vedeva in Robespierre il peggiore dei nemici, descritto come discendente di Robert François Damiens, il mancato regicida. Contro Robespierre, i Giacobini - storpiati in Jacoquins - e quello che chiamava il «complotto giudo-calvino-giacobino», il giornale invocò la «santa crociata dei principi e dei re».
Tra i suoi collaboratori vi furono Mirabeau-Tonneau, fratello del più noto Honoré de Mirabeau, Villenave e Champcenetz.